# Liste der Stolpersteine in Herborn
In der Liste der Stolpersteine in Herborn werden die vorhandenen Gedenksteine aufgeführt, die im Rahmen des Projektes Stolpersteine des Künstlers Gunter Demnig bisher in Herborn verlegt worden sind.

## Verlegte Stolpersteine
| Adresse                       | Name              | Inschrift                                                                                              | Verlegedatum  | Bild | Anmerkung                                         |
| ----------------------------- | ----------------- | --- | ------------- | --- | ------------------------------------------------- |
| Austraße 12 (Standort)        | Julius Salomon    | Hier wohnte Julius Salomon Jg. 1899 deportiert 1942 Majdanek ???                                       | 12. Feb. 2009 | Stolperstein Herborn Austraße 12 Julius Salomon | geboren am 26. Februar 1899 in Werdorf            |
| Austraße 12 (Standort)        | Meta Salomon      | Hier wohnte Meta Salomon geb. Stern Jg. 1909 deportiert 1942 ???                                       | 12. Feb. 2009 | Stolperstein Herborn Austraße 12 Meta Salomon | geboren am 22. Januar 1909 in Nieder-Weidbach     |
| Austraße 12 (Standort)        | Silvia Salomon    | Hier wohnte Silvia Salomon Jg. 1933 deportiert 1942 ???                                                | 12. Feb. 2009 | Stolperstein Herborn Austraße 12 Silvia Salomon | geboren am 15. November 1933 in Herborn           |
| Hainstraße 11 (Standort)      | David Löwenstein  | Hier wohnte David Löwenstein Jg. 1866 deportiert 1942 Theresienstadt Treblinka ???                     | 12. Feb. 2009 | Bild gesucht Die Wikipedia wünscht sich an dieser Stelle ein Bild vom hier behandelten Ort. Falls du dabei helfen möchtest, erklärt die Anleitung , wie das geht. BW | geboren am 25. September 1866 in Langendernbach   |
| Hainstraße 11 (Standort)      | Rosa Löwenstein   | Hier wohnte Rosa Löwenstein geb. Blumenthal Jg. 1868 deportiert 1942 Theresienstadt Treblinka ???      | 12. Feb. 2009 | Bild gesucht Die Wikipedia wünscht sich an dieser Stelle ein Bild vom hier behandelten Ort. Falls du dabei helfen möchtest, erklärt die Anleitung , wie das geht. BW | geboren am 24. November 1868 in Weyer             |
| Hainstraße 11 (Standort)      | Lina Rosenbaum    | Hier wohnte Lina Rosenbaum geb. Hecht Jg. 1873 deportiert 1942 Theresienstadt ermordet 19.8.1942       | 12. Feb. 2009 | Bild gesucht Die Wikipedia wünscht sich an dieser Stelle ein Bild vom hier behandelten Ort. Falls du dabei helfen möchtest, erklärt die Anleitung , wie das geht. BW | geboren am 9. Dezember 1873 in Oberzell           |
| Hauptstraße 80 (Standort)     | Leopold Hecht     | Hier wohnte Leopold Hecht Jg. 1862 deportiert 1942 Theresienstadt ermordet 20.9.1942                   | 12. Feb. 2009 | Stolperstein Herborn Hauptstraße 80 Leopold Hecht | geboren am 15. November 1862 in Rennerod          |
| Hauptstraße 80 (Standort)     | Selma Hecht       | Hier wohnte Selma Hecht geb. Homburger Jg. 1876 deportiert 1942 Theresienstadt Treblinka ???           | 12. Feb. 2009 | Stolperstein Herborn Hauptstraße 80 Selma Hecht | geboren am 31. Dezember 1876 in Frankfurt a. Main |
| Mühlgasse 32 (Standort)       | Ferdinand Schmidt | Hier wohnte Ferdinand Schmidt Jg. 1882 verhaftet 1944 Dachau ermordet 12.2.1945                        | 12. Feb. 2009 | Stolperstein Herborn Mühlgasse 32 Ferdinand Schmidt |                                                   |
| Nassaustraße 3 (Standort)     | Josef Hattenbach  | Hier lebte Josef Hattenbach Jg. 1877 deportiert 1942 Theresienstadt ermordet 14.2.1944                 | 12. Feb. 2009 | Stolperstein Herborn Nassaustraße 3 Josef Hattenbach | geboren am 19. Mai 1877 in Hoof bei Kassel        |
| Nassaustraße 3 (Standort)     | Rosa Hattenbach   | Hier lebte Rosa Hattenbach geb. Katzenstein Jg. 1884 deportiert 1942 Theresienstadt ermordet 20.8.1942 | 12. Feb. 2009 | Stolperstein Herborn Nassaustraße 3 Rosa Hattenbach | geboren am 15. Juni 1884 in Volkmarsen            |
| Nassaustraße 3 (Standort)     | Selma Levi        | Hier lebte Selma Levi geb. Hirsch Jg. 1904 deportiert 1942 tot 1.10.1944 Todesort unbekannt            | 12. Feb. 2009 | Stolperstein Herborn Nassaustraße 3 Selma Levi | geboren am 17. April 1904 in Haiger               |
| Nassaustraße 3 (Standort)     | Berta Levi        | Hier lebte Berta Levi geb. Dannheisser Jg. 1873 deportiert 1942 Theresienstadt Treblinka ???           | 12. Feb. 2009 | Stolperstein Herborn Nassaustraße 3 Berta Levi | geboren am 27. Juni 1873 in Essingen              |
| Nassaustraße 3 (Standort)     | Henriette Lucas   | Hier lebte Henriette Lucas Jg. 1862 deportiert 1942 Theresienstadt ermordet 11.9.1942                  | 12. Feb. 2009 | Stolperstein Herborn Nassaustraße 3 Henriette Lucas | geboren am 26. April 1862 in Herborn              |
| Westerwaldstraße 2 (Standort) | Selma Witzell     | Hier wohnte Selma Witzell geb. Herzberg Jg. 1909 deportiert 1942 Auschwitz ermordet 28.11.1943         | 12. Feb. 2009 | Bild gesucht Die Wikipedia wünscht sich an dieser Stelle ein Bild vom hier behandelten Ort. Falls du dabei helfen möchtest, erklärt die Anleitung , wie das geht. BW | geboren am 21. Mai 1909 in Frankfurt a. Main      |